# محمد بن يوسف الطبيب الهروي
محمد بن يوسف الطبيب الهروي (ت. 949 هـ / 1542 م) هو طبيب، من أهل هراة.

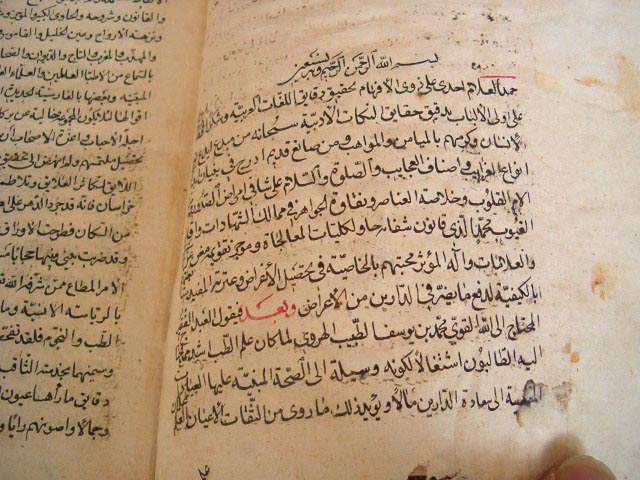
مخطوط للهروي

أهم آثاره بحر الجواهر في تحقيق المصطلحات الطبية من العربية واللاطينية واليونانية، طبع الكتاب في كلكوتة بتحقيق من حكيم أبو المجاد سنة 1830 م.